# Shibi (köpinghuvudort i Kina, Hainan Sheng)
Shibi är en köpinghuvudort i Kina. Den ligger i provinsen Hainan, i den södra delen av landet, omkring 98 kilometer söder om provinshuvudstaden Haikou. Antalet invånare är 14 702. Befolkningen består av 6 991 kvinnor och 7 711 män. Barn under 15 år utgör 20,0 %, vuxna 15-64 år 67 %, och äldre över 65 år 11,0 %.
Runt Shibi är det tätbefolkat, med 276 invånare per kvadratkilometer. Närmaste större samhälle är Qionghai, 19,0 km nordost om Shibi. I omgivningarna runt Shibi växer huvudsakligen savannskog.
Genomsnittlig årsnederbörd är 2 294 millimeter. Den regnigaste månaden är september, med i genomsnitt 368 mm nederbörd, och den torraste är januari, med 20 mm nederbörd.